# Трент (Рюген)
Трент (нем. Trent) — община в Германии, в земле Мекленбург-Передняя Померания на острове Рюген, входит в район Померания-Рюген, и подчиняется управлению Вест-Рюген.
Население составляет 726 человек (на 31 декабря 2013 года). Занимает площадь 35,4 км².

## Состав коммуны
В состав коммуны входит 12 населённых пунктов:
- Фишерзидлунг (нем. Fischersiedlung)
- Фрезен (нем. Freesen)
- Ганшвиц (нем. Ganschvitz)
- Гросов (нем. Grosow)
- Хольстенаген (нем. Holstenhagen)
- Ябелиц (нем. Jabelitz)
- Либниц (нем. Libnitz)
- Трент (нем. Trent)
- Трибкевиц (нем. Tribkevitz)
- Вашвиц (нем. Vaschvitz)
- Венц (нем. Venz)
- Цубцов (нем. Zubzow)

## История
Первое упоминание о поселении Трент относится к 1311 году.
В 2011 году, после проведённых реформ, район Рюген был упразднён, а коммуна Трент вошла в район Померания-Рюген.

## Галерея

Трент на карте района и управления
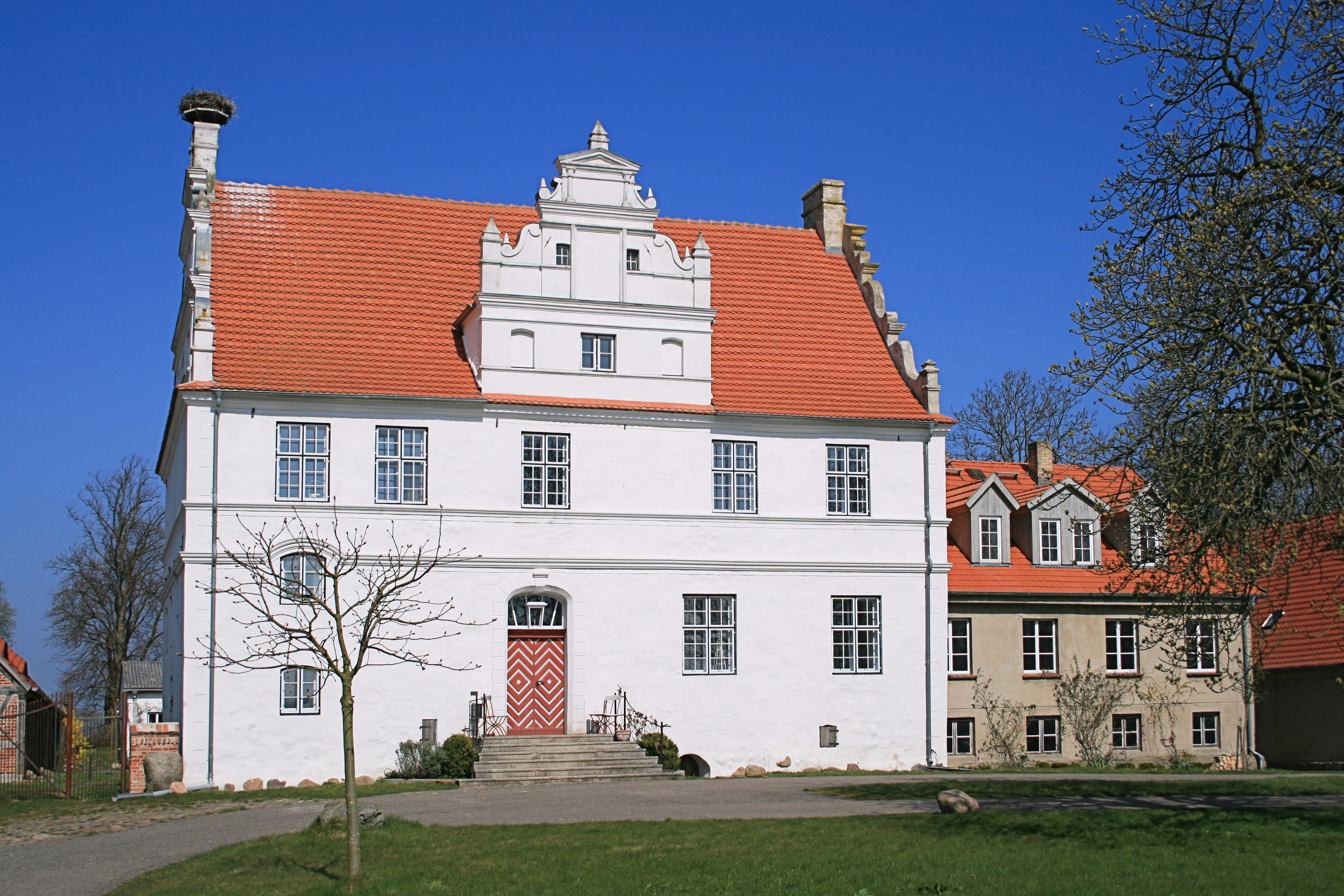
Усадьба 1486 года в Венце
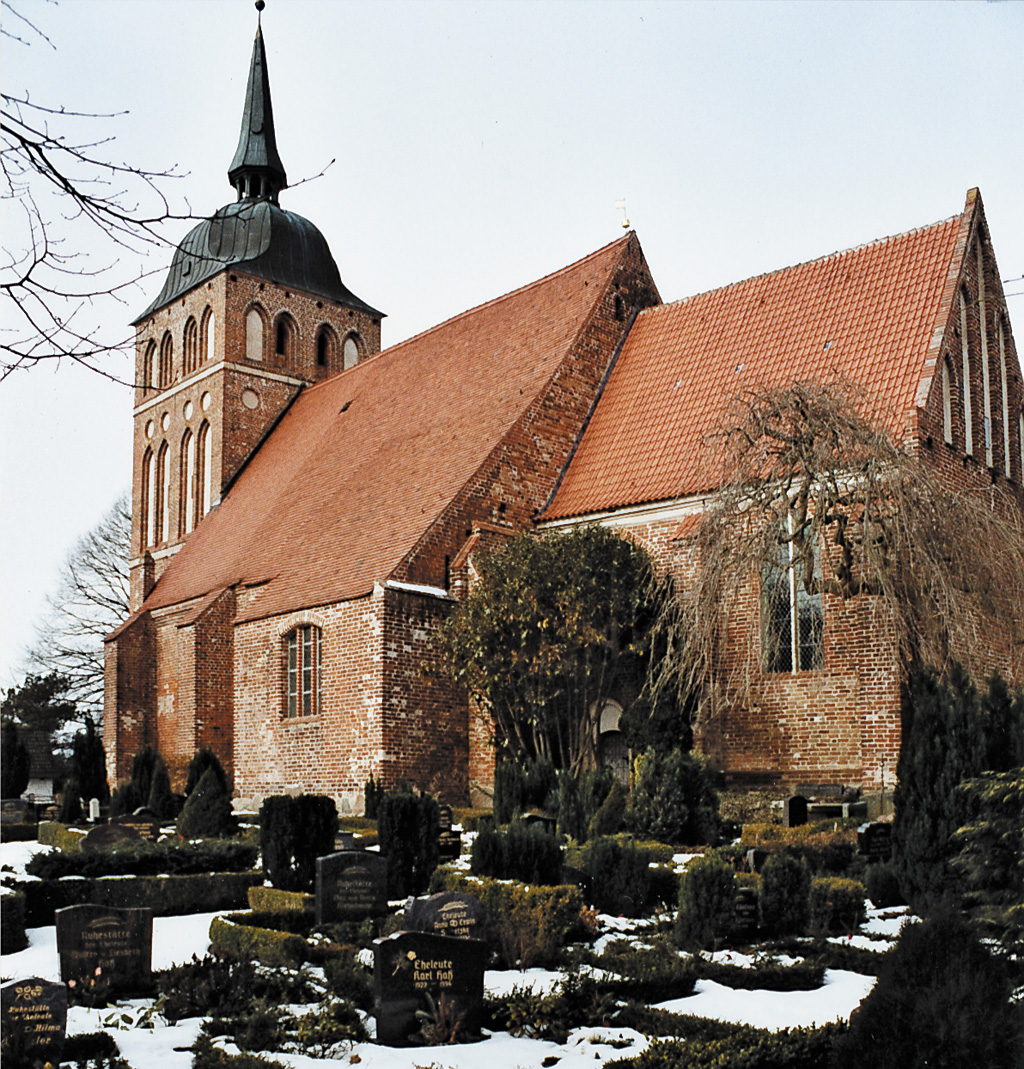
Церковь и погост в Тренте
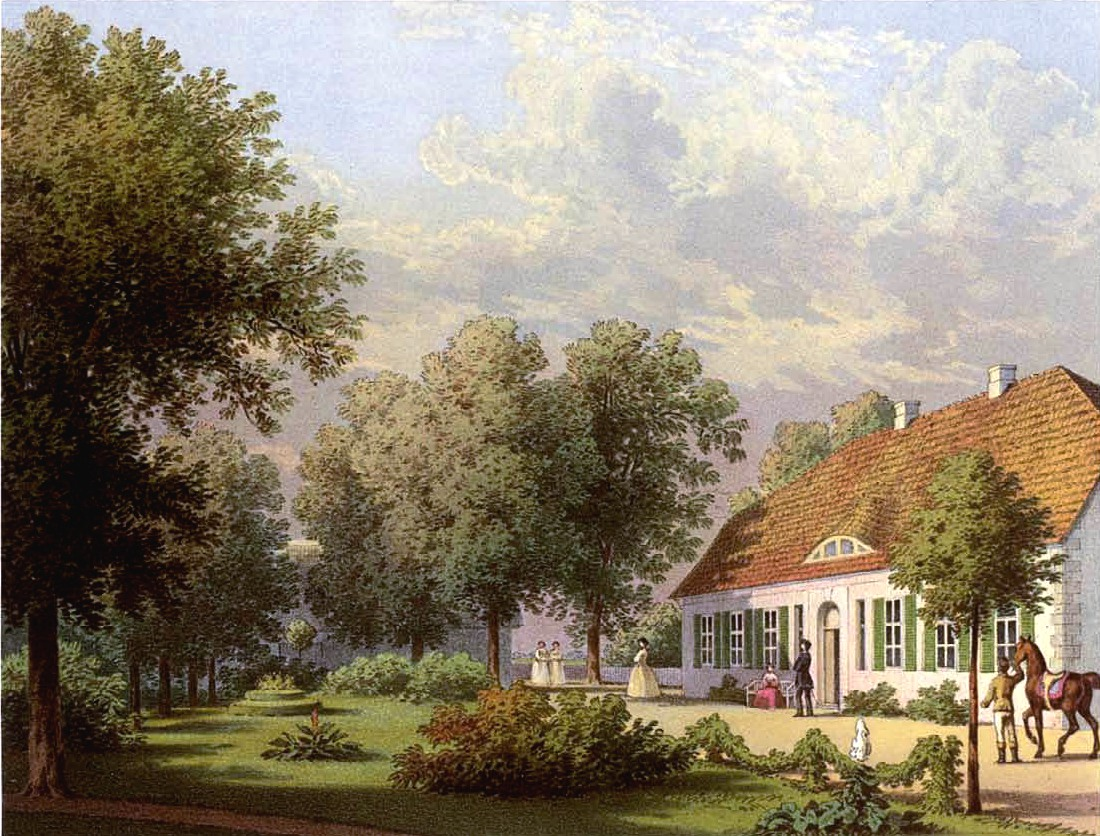
Цубцов, XIX век